# Teemu Bergman
Teemu Bergman (1978, Kouvola) is een Finse muzikant die bekend is voor zijn werk als gitarist en zanger in verschillende punkbands. Bergman heeft gespeeld in onder andere The Heartburns, Kakka-däh 77, Pää Kiin en Nazi Death Camp.

## Biografie
Bergman werd in 1978 geboren in de Finse stad Kouvola. Bergman verhuisde later naar Turku, waar hij burgerdienst deed, als vervanging voor vervulling van de wettelijk verplicht dienstplicht. Bergman bleef hierna in Turku wonen om daar verpleegkunde te studeren. Hier richtte hij in 2001 de band The Heartburns op. In 2006 verhuisde Bergman naar Kallio (Helsinki).
Bergman bracht twee studioalbums uit met Kakka-däh 77. Het eerste album van de band, Totaalinen kakkahätä, werd uitgebracht in 2007 en bestaat uit de twee eerder uitgebrachte ep's van de band, Pooh Kill en WTC Explode. Het tweede studioalbum van de band, The Forgotten Man at the Gas Station, werd uitgebracht in 2011. De band ging hierop uit elkaar, maar werd in 2012 heropgericht.
De band Pää Kii werd door Bergman opgericht in 2012. Het debuutalbum van de band, eveneens getiteld Pää Kii, werd uitgebracht op 30 november 2012. Dit werd in 2018 gevolgd door het studioalbum Jos huonoo onnee ei ois mul ei ois onnee ollenkaan.

## Discografie (selectie)
Deze beknopte discografie bestaat uit enkel studioalbums waar Bergman aan heeft meegewerkt.
Met The Heartburns
- Fucked Up in a Bad Way (2006)
- Fixin' to Die (2008)

Met Pää Kii
- Pää Kii (2012)
- Jos huonoo onnee ei ois mul ei ois onnee ollenkaan (2018)